# Little Alvin and the Mini-Munks
Little Alvin and the Mini-Munks è un film animato direct-to-video del 2003 basato sulla serie tv animata di Alvin rock 'n' roll (1983-1990) con protagonisti Alvin e i Chipmunks.